# Adiós (Fred De Palma)
Adiós è un singolo del rapper italiano Fred De Palma, pubblicato nel 2017 ed estratto dall'album Hanglover.

## Tracce

### Download digitale
1. Adiós – 3:28